# 朝克乌拉苏木
朝克乌拉苏木是中华人民共和国内蒙古自治区锡林郭勒盟锡林浩特市下辖的一个乡镇级行政单位。

## 行政区划
朝克乌拉苏木下辖以下地区：
乌日根塔拉社区、浩雅洪格尔社区、呼特勒乌素社区、洪格尔嘎查、乌优特嘎查、阿日高勒嘎查、图古日格嘎查、宝拉格嘎查和查干淖尔嘎查。